# Алексеево (Сокольский район)
Алексеево — деревня в Сокольском районе Вологодской области.
Входит в состав Биряковского сельского поселения, с точки зрения административно-территориального деления — в Биряковский сельсовет. Расположена к югу от автодороги А123.
Расстояние по автодороге до районного центра Сокола — 103 км, до центра муниципального образования Бирякова — 3 км. Ближайшие населённые пункты — Вотчино, Шибловка, Прокшино.
По переписи 2002 года население — 13 человек.